# Mocenská střediska Langobardů v Itálii
Mocenská střediska Langobardů v Itálii je název památky světového kulturního dědictví UNESCO (od 2011). Skládá se ze sedmi různých lokalit po celém Apeninském poloostrově spojených s obdobím 6. - 8. století, kdy celé Itálii dominovali Langobardi (původem ze severní Evropy). Zahrnuje pevnosti, kostely, kláštery a řadu dalších staveb. Budovy svědčí o velikém kulturním úspěchu Langobardů, kteří rozvíjeli vlastní specifickou kulturu. Roku 568 dobyli severní Itálii a založili zde Langobardské království, které existovalo až do roku 774, kdy je dobyl Karel Veliký a na jeho území vzniklo italské království.
Langobardská syntéza architektonických stylů znamenala přechod od starověku do evropského středověku, čerpala z odkazu starověkého Říma, křesťanské spirituality, byzantského vlivu a germánské severní Evropy. Langobardi sehráli významnou roli v duchovním a kulturním rozvoji raně středověkého evropského křesťanství, zejména posílením klášterního hnutí.

## Přehled lokalit
- zóna Gastaldaga a biskupský komplex v Cividale del Friuli
- památková zóna s klášterním komplexem San Salvatore-Santa Giulia v Brescii
- castrum s věží Torba a chrám mimo opevnění Santa Maria foris portas v Castelseprio
- bazilika San Salvatore ve Spoletu
- chrám Clitunno Tempietto v Campello sul Clitunno
- komplex Santa Sofia v Beneventu
- svatostánek San Michele v Monte Sant'Angelo

## Fotogalerie

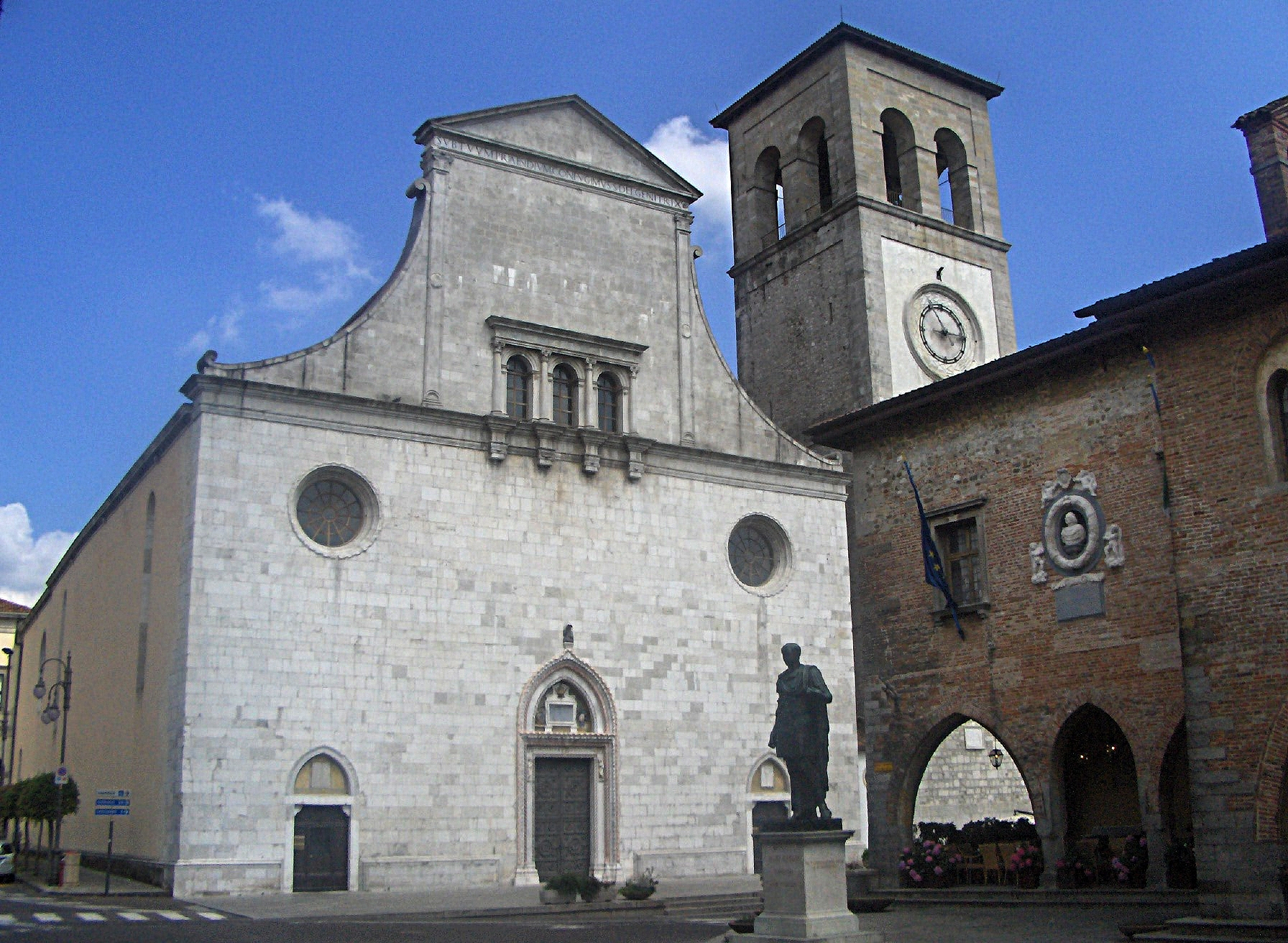
Cividale del Friuli, dóm
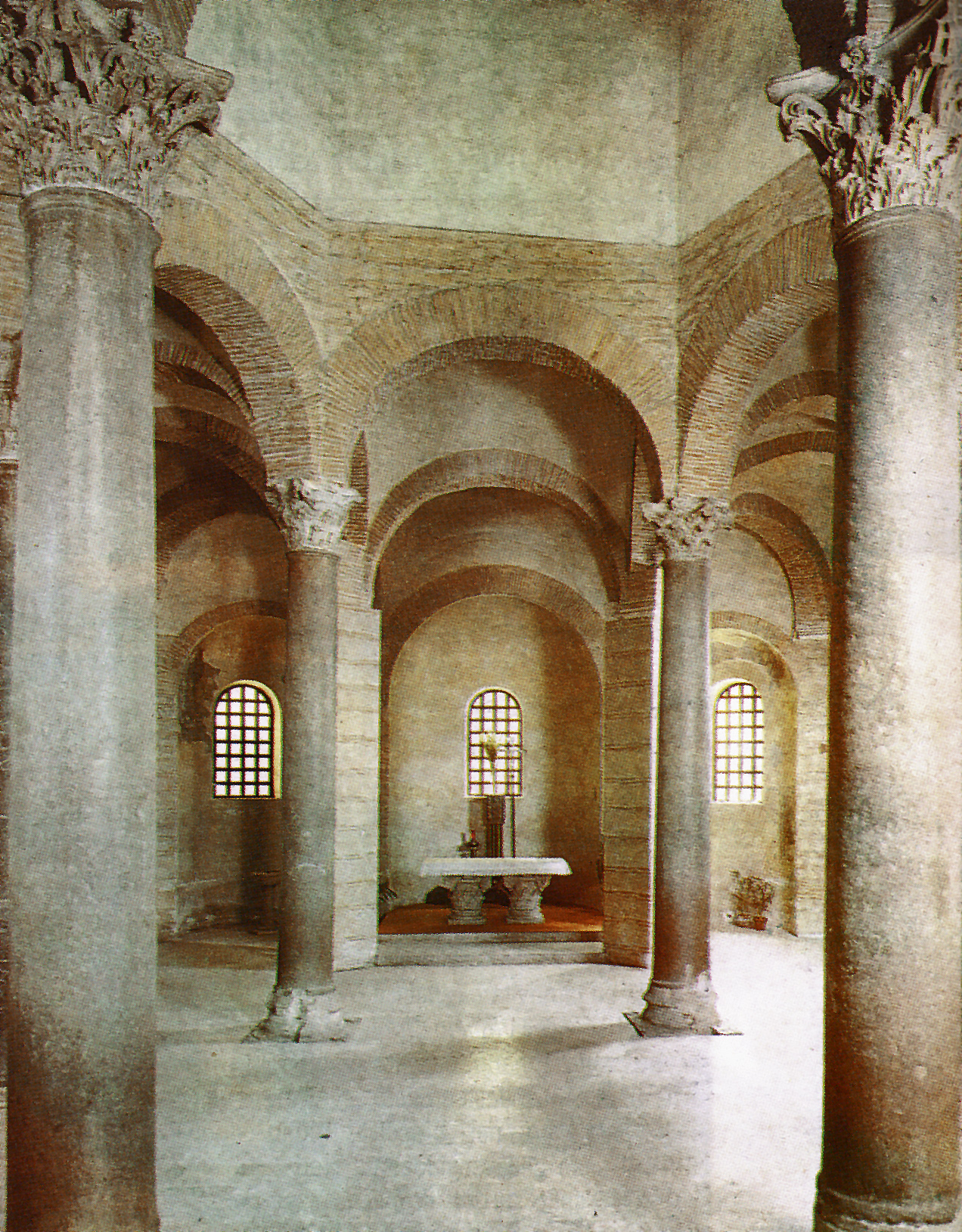
Benevento, Santa Sofia
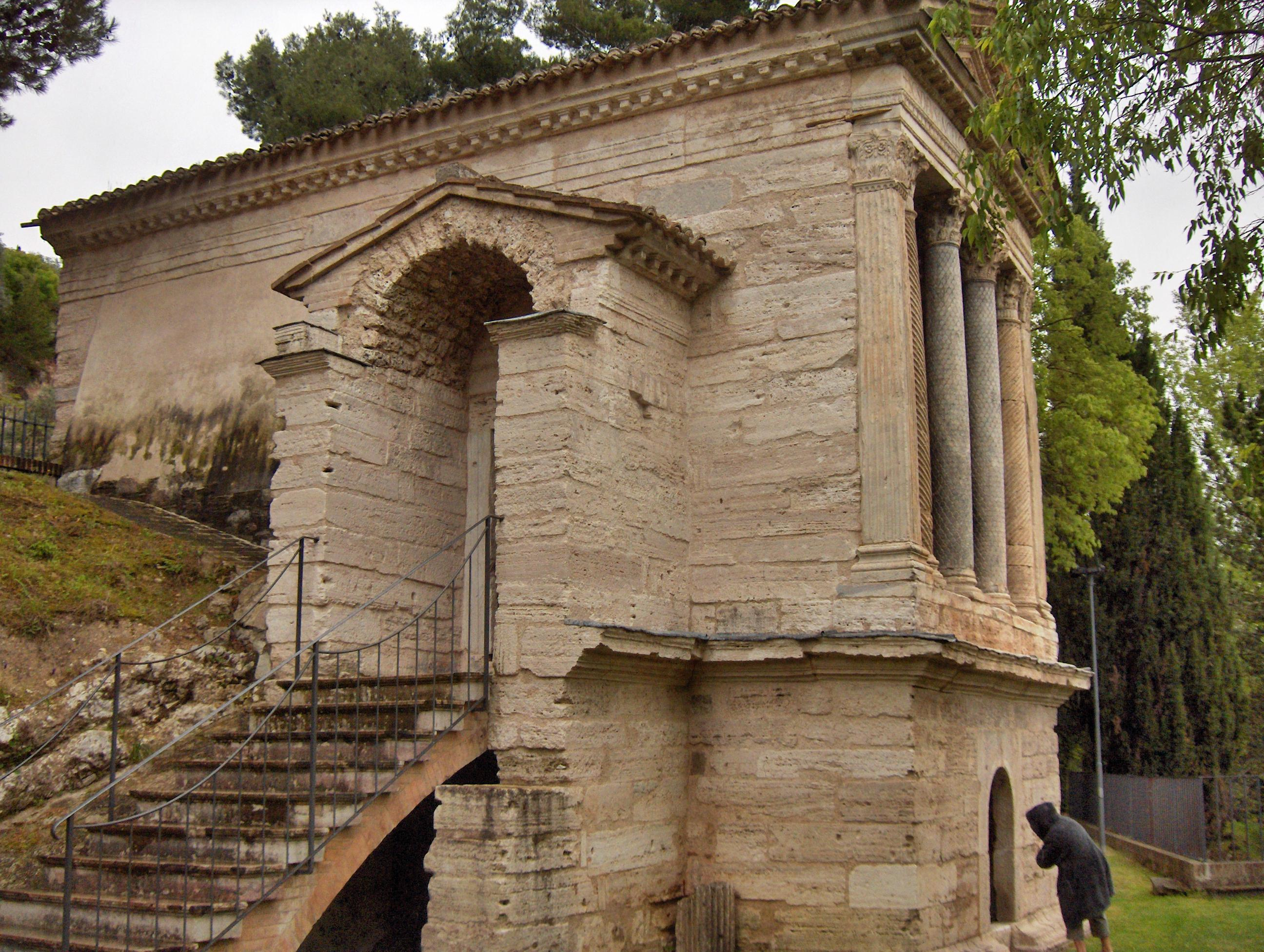
Campello sul Clitunno
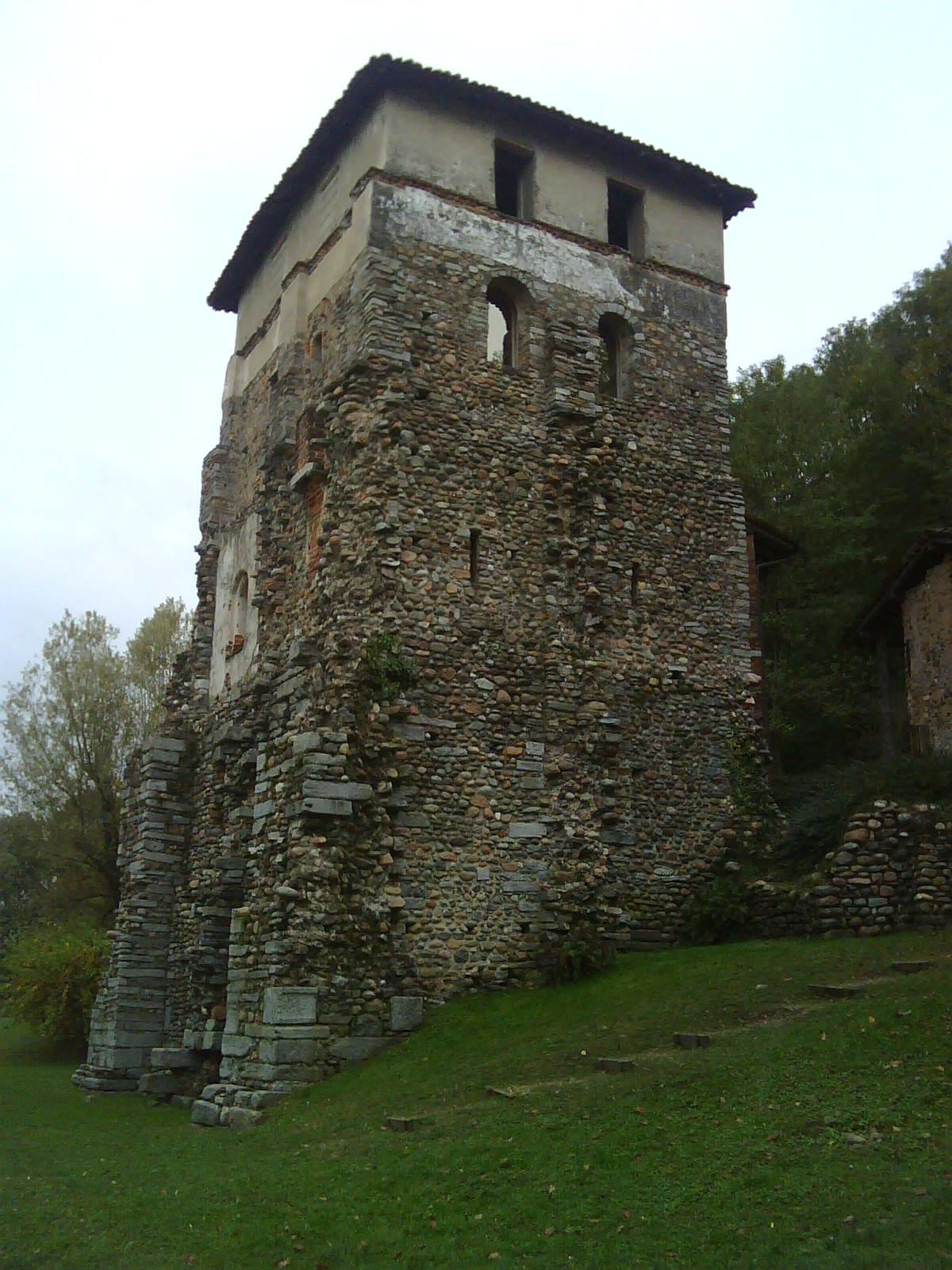
Castelseprio, věž Torba
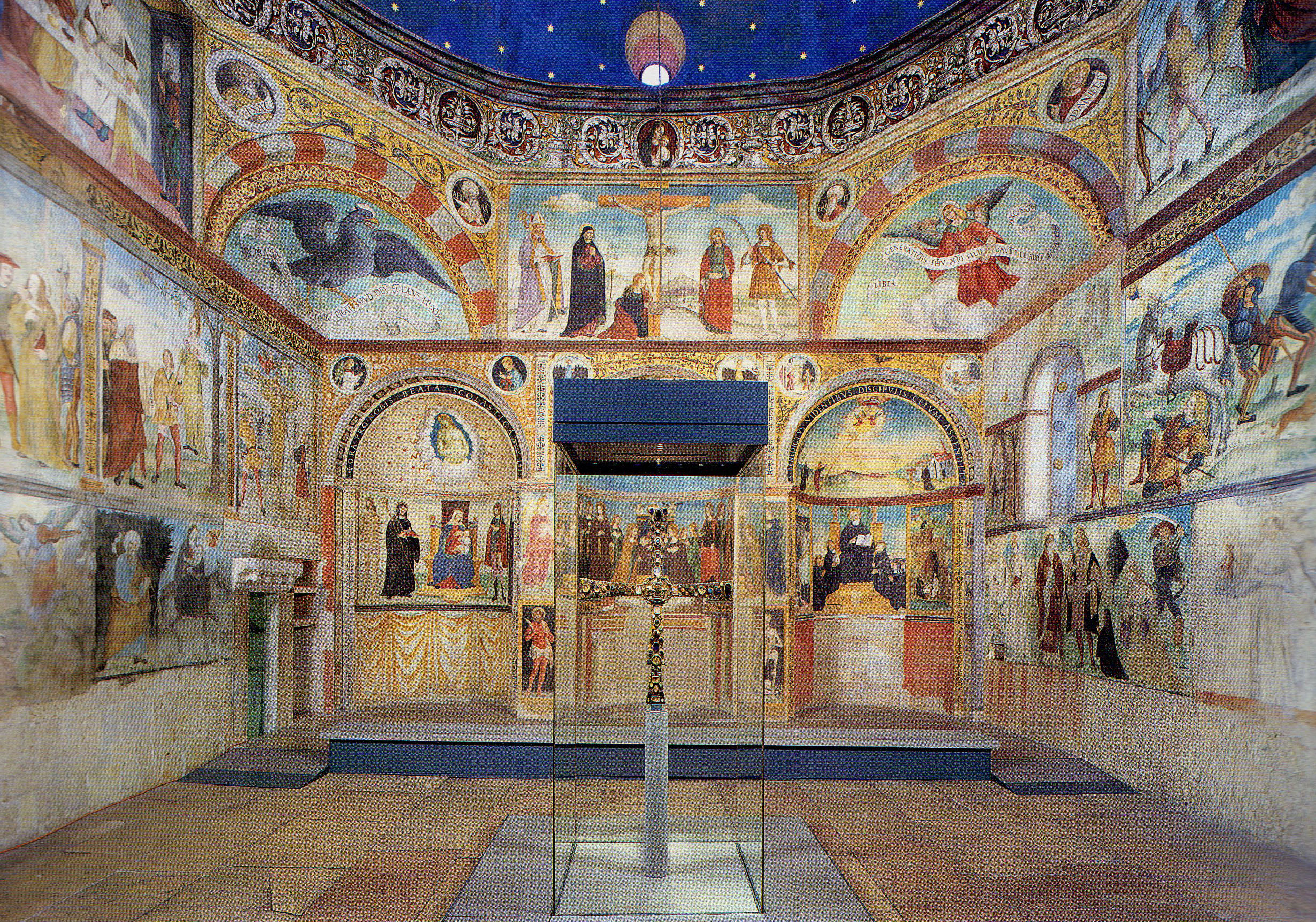
Brescia, Santa Maria sul solario
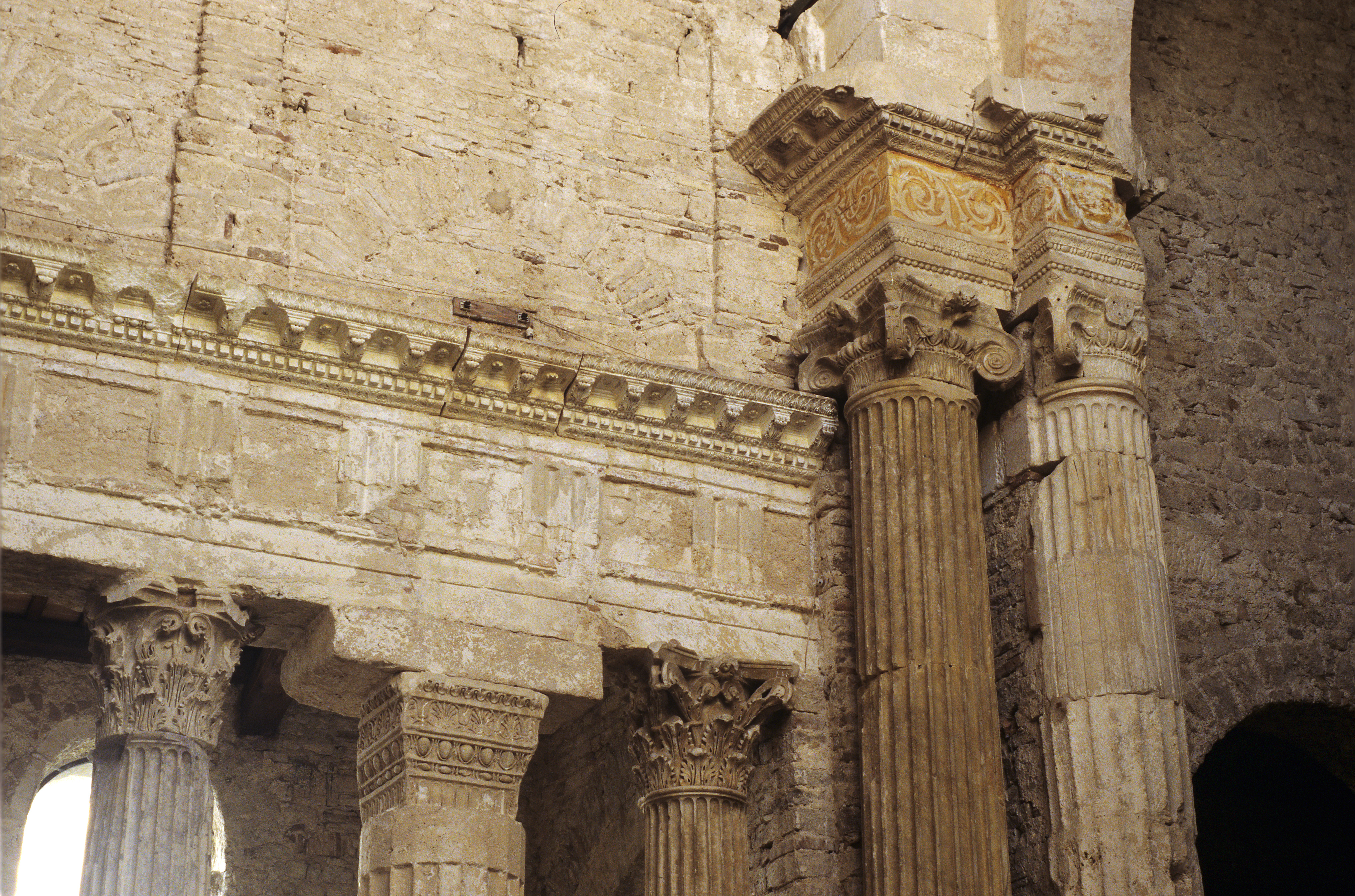
Spoleto, basilika
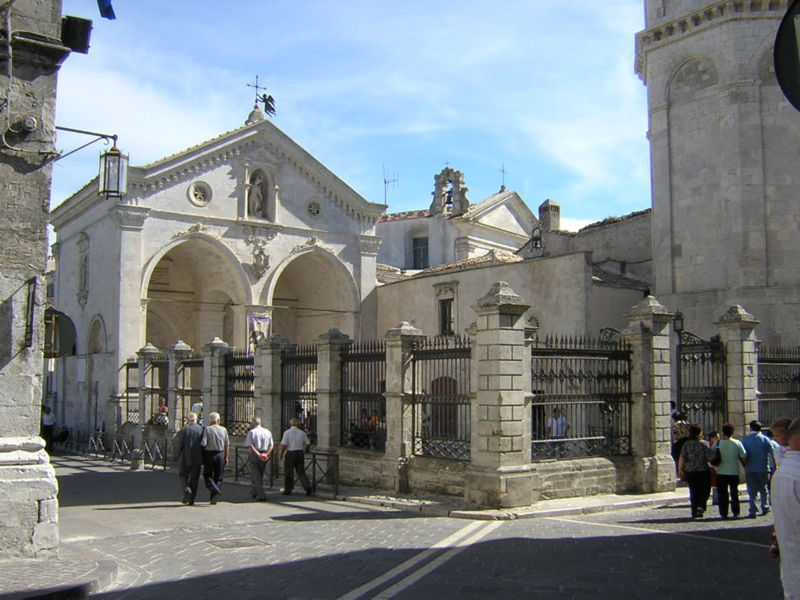
Monte Sant'Angelo